# François Barbâtre
François Barbâtre, nacido el 21 de julio de 1938 en Laval (Mayenne), es un artista francés.
Conocido por sus naturalezas muertas al pastel y al carboncillo, se inspira en los trabajos de Cézanne, Giacometti y Morandi. Barbatre es autodidacta. Vive y trabaja en París.

## Exposiciones
- 2020, Forme et fantaisie, Galerie Prodromus, Paris.[1]
- 2015, La Fabrique du Pont d’Aleyrac, Saint-Pierreville en Ardèche
- 2012, Galerie Jacques Elbaz, Paris
- 2011, Espace culturel les Dominicaines, Pont-l’Evêque, Calvados
- 1998, Barbâtre, Dessins et Pastels, Espace Saint-Jacques, Saint-Quentin
- 1993, Pastels, Galerie Vallois, Paris
- 1989, Pastels et dessins, Galerie Berggruen, FIAC 89, Paris
- 1988, Dessins récents, Galerie Berggruen, Paris
- Pastels et dessins, Galerie Berggruen, Art Jonction International, Nice
- 1984, Pastels et dessins, Galerie Berggruen, Paris
- 1979, Pastels, Galerie Der Spiegel, Cologne, (R.F.A.)
- 1970, Natures mortes, Laval Actualités, Laval
- 1967, Dessins et peintures, Laval Actualités, Laval
- 1966, Dessins et peintures, Laval Actualités, Laval
- 1964, Peintures, Galerie L’Atelier, Laval